# Difluorsilan
Difluorsilan ist eine anorganische chemische Verbindung aus der Gruppe der Silane.

## Gewinnung und Darstellung
Difluorsilan kann durch Reaktion von Dichlorsilan mit Antimon(III)-fluorid gewonnen werden.
{\displaystyle \mathrm {3\ SiH_{2}Cl_{2}+2\ SbF_{3}\longrightarrow 3\ SiH_{2}F_{2}+2\ SbCl_{3}} }
Es entsteht auch neben Trifluorsilan bei der Reaktion von Tetrafluorsilan mit Wasserstoff.

## Eigenschaften
Difluorsilan ist ein farbloses Gas und hat den höchsten Siedepunkt alle Fluorsilane. Es zersetzt sich bei Temperaturen ab etwa 450 °C zu SiHF3, SiF4 und anderen Verbindungen.

## Verwendung
Difluorsilan kann zur Abscheidung von Siliciumnitridfilmen verwendet werden.